# Смитвил (Охајо)
Смитвил (енгл. Smithville) град је у америчкој савезној држави Охајо.

## Демографија
По попису из 2010. године број становника је 1.252, што је 81 (-6,1%) становника мање него 2000. године.
| Група             | 2000.         | 2010.         |
| Белци             | 1.309 (98,2%) | 1.208 (96,5%) |
| Афроамериканци    | 2 (0,2%)      | 11 (0,9%)     |
| Азијати           | 7 (0,5%)      | 8 (0,6%)      |
| Хиспаноамериканци | 6 (0,5%)      | 16 (1,3%)     |
| Укупно            | 1.333         | 1.252         |